# David Oliver (atleta)
David Oliver (Orlando, 24 aprile 1982) è un ex ostacolista statunitense, campione mondiale dei 110 metri ostacoli a Mosca 2013.

## Biografia
In carriera ha conquistato il bronzo ai Giochi olimpici di Pechino 2008 e ai Mondiali indoor di Doha 2010. Si è laureato inoltre per quattro volte campione statunitense dei 110 m ostacoli ed una volta campione statunitense indoor dei 60 m ostacoli.
Con il tempo di 12"89 sui 110 metri ostacoli, stabilito il 16 luglio 2010 a Saint-Denis, detiene il quarto miglior tempo di sempre. La prestazione è stata anche primato nazionale, prima che venisse migliorato da Aries Merritt con il tempo di 12"80, corso il 7 settembre 2012 al Memorial Van Damme di Bruxelles, tempo che è anche record mondiale della specialità.

## Palmarès
| Anno | Manifestazione      | Sede       | Evento   | Risultato  | Prestazione | Note                                    |
| ---- | ------------------- | ---------- | -------- | ---------- | ----------- | --------------------------------------- |
| 2007 | Mondiali            | Osaka      | 110 m hs | Semifinale | 13"42       |                                         |
| 2008 | Mondiali indoor     | Barcellona | 60 m hs  | Semifinale | 7"65        |                                         |
| 2008 | Giochi olimpici     | Pechino    | 110 m hs | Bronzo     | 13"18       |                                         |
| 2010 | Mondiali indoor     | Doha       | 60 m hs  | Bronzo     | 7"44        | Miglior prestazione personale           |
| 2011 | Mondiali            | Taegu      | 110 m hs | 4º         | 13"44       |                                         |
| 2013 | Mondiali            | Mosca      | 110 m hs | Oro        | 13"00       | Miglior prestazione mondiale stagionale |
| 2015 | Giochi panamericani | Toronto    | 110 m hs | Oro        | 13"07       |                                         |
| 2015 | Mondiali            | Pechino    | 110 m hs | 7º         | 13"33       |                                         |

## Campionati nazionali
- 4 volte campione nazionale dei 110 metri ostacoli (2008, 2010, 2011, 2015)
- 1 volta campione nazionale indoor dei 60 metri ostacoli (2008)

## Altre competizioni internazionali
2006

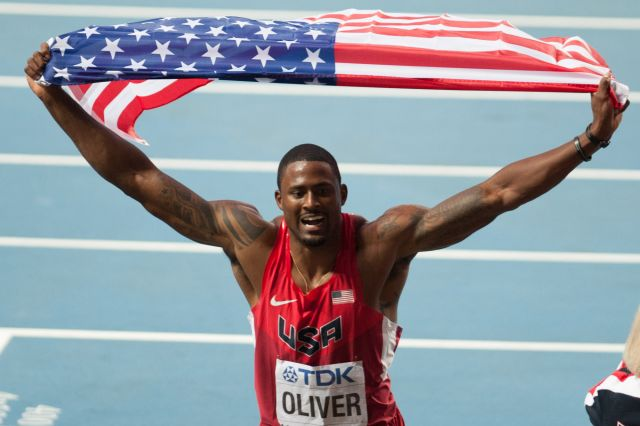
David Oliver ai Mondiali di Mosca 2013

- 5º alla World Athletics Final ( Stoccarda), 110 m hs - 13"24

2008
- Oro alla World Athletics Final ( Stoccarda), 110 m hs - 13"22

2010
- Oro in Coppa continentale ( Spalato), 110 m hs - 13"11
- Oro al DécaNation ( Annecy), 110 m hs - 13"11
- Vincitore della Diamond League nella specialità dei 110 m hs (28 punti)

2013
- Vincitore della Diamond League nella specialità dei 110 m hs (18 punti)

2015
- Vincitore della Diamond League nella specialità dei 110 m hs (16 punti)